# 近藤宏樹
近藤 宏樹（こんどう ひろき、1945年（昭和20年）1月14日 - 2025年（令和7年）3月31日）は、日本の政治家。元島根県安来市長（3期）。

## 略歴
島根県能義郡安来町（現・安来市）に生まれる。安来市立安来小学校、米子市立第一中学校（現・米子市立東山中学校）、鳥取県立米子東高等学校卒業。1967年（昭和42年）、法政大学法学部政治学科卒業。
1997年（平成9年）に（旧）安来市議会議員に当選する（2期）。2004年（平成16年）に安来市議会議員に当選する（2期）。
2008年（平成20年）10月、安来市長選挙に初当選。2012年（平成24年）10月、再選。2016年（平成28年）、3選。
2020年（令和2年）10月18日投開票の同選挙で4選を目指すも元市議の田中武夫に敗れ落選。
2021年11月3日、秋の叙勲において旭日小綬章を受章。
2025年3月31日、病気のため米子市内の病院で死去。80歳没。